# Terzsán vára
Terzsán vára (horvátul: Tržan-grad), várrom Horvátországban, a Kis-Kapela keleti lejtőin fekvő Modrus területén.

## Fekvése
A falu felett északnyugatra emelkedő magaslaton helyenként emeletnyi magasságban állnak romjai.

## Története
A Modrus feletti Terzsán vára Vjekoslav Klaić horvát történész szerint valószínűleg már a horvát nemzeti királyok idejében állt. A 9. század elején vélhetően már fontos szerepet játszott a tengermelléki horvát herceg Borna és a szávamenti horvát herceg Ljudevit közötti harcban. Modrus a 11. századtól megyeszékhely volt, 1163-ban mint plébánia székhelyét említik. A várat 1185-ben említik először. 1193-ban III. Béla az egész Modrus vármegyével együtt Vegliai Bertalannak a Frangepánok ősének adományozta. Ettől fogva évszázadokig a Frangepán család birtoka, a modrusi ág székhelye volt. A várat Tržan (Terzsán) néven csak 1437-ben említik először, amikor a zágrábi káptalant megerősítik itteni birtokaikban. A vár körüli települést 1240-ben már civitasként említik, majd kiváltságaiban az 1333-ban a Frangepánok udvarában itt vendégeskedő Károly Róbert is megerősíti. Az 1449-es birtokmegosztáskor a vár a várossal együtt Istvánnak, a modrusi ág ősének jutott.
Modrust a Frangepánok a török invázióig birtokolták. 1493. szeptember 9-én a Hadum Jakub boszniai szandzsákbég serege a korbáviai csatában nagy vereséget mért Derencsényi Imre horvát bán rosszul felfegyverzett, főként felkelőkből álló horvát seregére. A csatában számos horvát nemes között maga Derencsényi is elesett. A csata után a törökök teljesen elpusztították Modrus környékét. Magát Modrus városát is bevették és felgyújtották, a támadásnak csak a város feletti hegy csúcsára épített Terzsán vára tudott ellenállni. Ezután Frangepán Bernát úgy kijavíttatta a várat, hogy hosszú idő múltán is a székhelyük maradt. 1553 után királyi parancsra a várba határőrvidéki katonaságot helyeztek. Ezután többször, de hiába kérték vissza a várukat a Frangepánok. Pieroni hadmérnök 1639-es leírása szerint a vár négyszögletes tornya már tető nélkül állt, ebben állomásozott az őrség. A palotában még lehetett lakni, de csak a kapu fölötti szobákban. 1642-ben engedélyezték kijavítását és egészen 1791-ig volt a várban őrség. Ezután az elhagyott maradványok pusztulásnak indultak.

## A vár mai állapota
A régészeti kutatás szerint a vár legrégibb része az öregtorony, melyet építési stílusa alapján a 11. és 13. század közé datálnak. Ma is tekintélyes maradványai alapján tízszer tizenegy méteres méretével, három emeletével, vaskos falaival az ország egyik legnagyobb méretű lakótornya volt. Alsó szintjén a kiszolgáló helyiségek, második szintjén lakóhelyiségek, harmadik szintjén az őrség szállása volt. Eredetileg toronysisak fedte, mely 1639-ben már hiányzott. A belső várba csak a tornyon keresztül lehetett eljutni. A belső várban állt a várpalota a konyhával és a raktárhelyiségekkel. Itt zajlott a várúr és udvartartásának mindennapi élete. Ettől északra voltak a vár gazdasági kiszolgáló épületei, a szolgák szállásai, istállók, műhelyek és raktárak. Keletről egy négyszögletes torony (a Dózse, vagy Pápa torony), nyugatról sánc védte. A lakótorony alatt a déli, lankásabb rész valószínűleg későbbi bővítmény, a 13. – 14. században épülhetett, ahol a vámhely, vendégház, a kereskedők szálláshelyei voltak. Épületei nagyrészt fából voltak. Ostrom idején ide húzódott a lakosság, békeidőben itt volt a piactér. A hagyomány szerint a várban kápolna is volt, de ennek nyoma nem maradt. A középkori város a hegy lábánál fekvő lankásabb részen terült el, egykor szintén falak övezték. A várral két, hegynek fölfelé tartó fal kötötte össze, melynek nyomai ma is láthatók. A középkori város nincs feltárva, így csak feltételezések vannak, hogy hol lehetett a piactér a templomokkal és a palotákkal. A városfalakból kis részek maradtak fenn.